# Thomas Indermühle
Thomas Indermühle (* 4. Oktober 1951 in Bern) ist ein Schweizer Oboist.

## Biografie
Thomas Indermühle wurde als Sohn einer Musikerfamilie in Bern geboren. Nachdem er bei Heinz Holliger in Freiburg im Breisgau und bei Maurice Bourgue in Paris studiert hatte, wurde er Solo-Oboist beim Niederländischen Kammerorchester in Amsterdam und bei den Rotterdamer Philharmonikern.
Indermühle war 1974 Preisträger des Wettbewerbs des Musikfestivals Prager Frühling. 1976 gewann er mit dem 3. Preis den Internationalen Musikwettbewerb der ARD (der 1. und 2. Preis wurden nicht vergeben). Ihm wurden von David Philip Hefti, Gilles Silvestrini und Akira Nishimura Werke gewidmet.
Ein wichtiger Aspekt seines Schaffens ist die Arbeit mit dem von ihm gegründeten «Ensemble Couperin». Indermühle wurde 1984 zum Professor an der Zürcher Hochschule der Künste und 1989 an der Hochschule für Musik Karlsruhe berufen und betreute Meisterkurse in Japan, Korea, Australien, Brasilien, Spanien, Italien, Griechenland und Mexiko.

## Diskografie
CD-Einspielungen hat er für Philips, EMI, Tokyo Camerata, Novalis und Claves aufgenommen.
- Mozart – Die Entfuhrung aus dem Serail: Sabine Meyer Bläserensemble(1995, EMI Classics)[3]
- Jean-Philippe Rameau: 5 Concerts – Indermühle, Henk de Wit & Claudio Brizzi (1999, Camerata Tokyo Inc. Japan 30CM-571)
- François Couperin: Nouveaux Concerts Complete from Concerts Royaux, Nr. 1 – Indermühle, Henk de Wit, Ursula Dütschler (2006+1995 &1996, Camerata Tokyo Inc. Japan  CMCD-15045~6)
- Intermezzo: Salonmusik aus Oper und Operette – I Salonisti (1991, BMG Classics GD69298)
- Britten-Haas-Hindemith – Indermühle, Oboe, Kalle Randalu, Klavier (1996, Camerata Tokyo Inc.Japan 30CD-449)
- Louis Spohr, W.A.Mozart: Indermühle, English Chamber Orchestra, Leopold Hager (Novalis Classics/Diamond Classics 150.723-2)
- Lebrun: 6 Oboe Concertos: Indermühle, Estonian National Symphony Orchestra, Toomas Vavilov (2006, Camerata Tokyo CMCD-20066~7)
- Beethoven-Krommer-Vranický: Indermühle, Carmel, Rancourt (1998, Camerata Tokyo 30CM-481)
- Mozart – Klaviermusik arrangiert für Bläser von Hans Georg Renner: Indermühle, Wolfgang Meyer, Bruno Schneider, Dag Jensen (1996, ANTES Edition / Bella Musica BM-CD 31.9079)
- Telemann – Oboenkonzerte: Indermühle, English Chamber Orchestra (1996, Novalis 150 126-2)
- J.S. Bach – Brandenburg Concertos, Jean-François Paillard Orchestra BMG 1991
- J.S.Bach – Oboenkonzerte: Indermühle, English Chamber Orchestra, Simon Preston (1991, Novalis 150 077-2)
- J.S.Bach – Masterworks: Indermühle, Claudio Brizzi (2000, Camerata Tokyo 28CM-591)
- J.S.Bach – Masterworks II: Indermühle, Claudio Brizzi (2004, Camerata Tokyo CMCD-28052)
- J.S.Bach – 6 Sonatas: Indermühle, Ursula Dütschler (1996, Camerata Tokyo 30CM-404)
- Karura – Orchestral works by Akira Nishimura (2000, Camerata Tokyo CM-523)
- Vivaldi – Complete Oboe Concertos: Indermühle, Jacques Tys, Brizzi, I Solisti di Perugia (2001, Camerata Tokyo CM-99001/3)
- Vivaldi – Chamber Music: Indermühle, M.Ancillotti, P.Franceschini, W.Meyer, M.Turkovic, C.Brizi (2002, Camerata Tokyo CM-28019)
- C.P.E. Bach – Oboe Concertos Wq. 164, 166 (1994, Novalis)
- W.M.Mozart – Oboe Concertos KV 313 & KV 314, Sinfonia Concertante K. 297b: English Chamber Orchestra, Leopold Hager, Indermühle (1989, Novalis)
- Karura – Silvestrini, Berio, Nishimura, Yun, Castiglioni – Oboe Solo (2011, Camerata Tokyo CM-28184)
- Romantische Oboenkonzerte – Hummel, Kalliwoda, Rietz, Molique: Indermühle, Estonian National Symphony, Milan Turkovic (2009, Camerata Tokyo)
- Le Tombeau de Couperin – Ravel, Dutilleux, Milhaud, Jolivet (2000, Camerata Tokyo)
- Thomas Indermühle plays 4 Oboe Concertos – R.Strauss, Martinů, Zimmermann, Vaughan-Williams: Indermühle, Orchestre de Bretagne, cond. Claude Schnitzler (Camerata)
- Albinoni – Sämtliche Oboenkonzerte: C.Brizzi, Indermühle, Jacques Tys (2009, Camerata)
- Michael Haydn – Concertos: Indermuhle, Brizi (2006, Camerata Tokyo)